# Tarenna ebracteata
Tarenna ebracteata là một loài thực vật có hoa trong họ Thiến thảo. Loài này được (Elmer) Elmer miêu tả khoa học đầu tiên năm 1913.